# Stenus incultus
Stenus incultus är en skalbaggsart som beskrevs av Thomas Casey. Stenus incultus ingår i släktet Stenus och familjen kortvingar. Inga underarter finns listade i Catalogue of Life.